# Jaap van Lagen
Jaap van Lagen, född 22 december 1976 i Ede, är en nederländsk racerförare.

## Racingkarriär

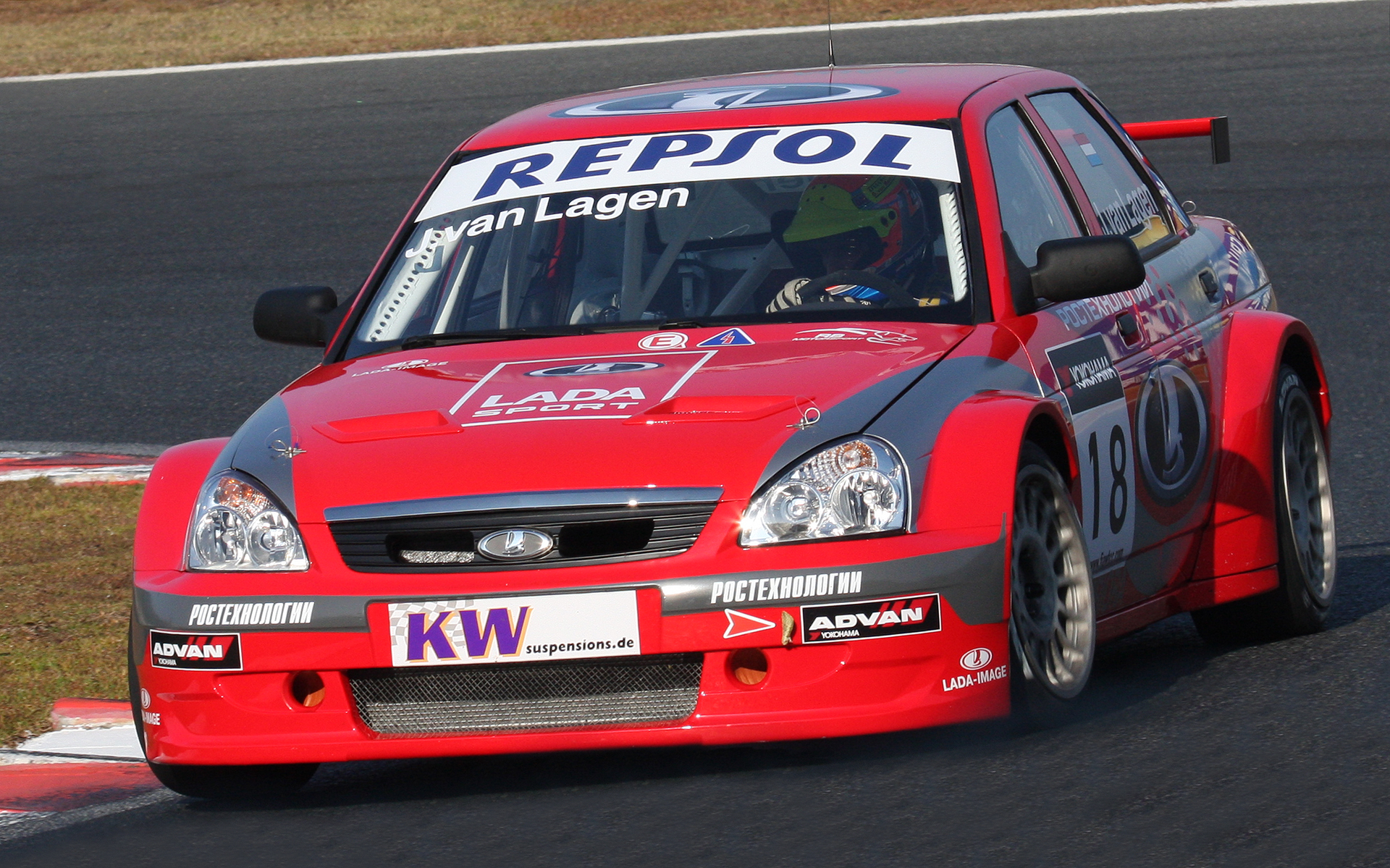
Jaap van Lagen i en Lada Priora under träningen till WTCC Race of Japan 2009.

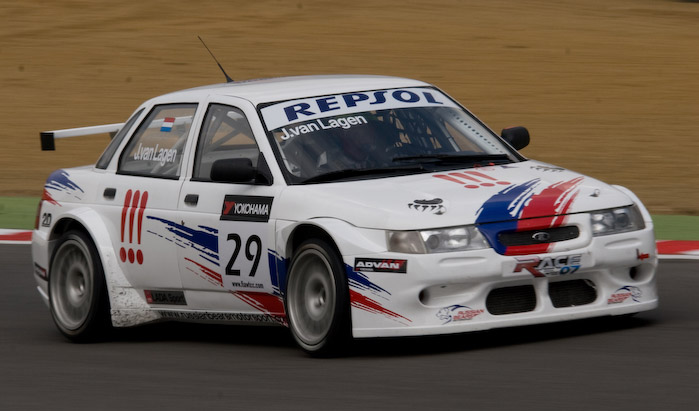
Jaap van Lagen i en Lada 110 i WTCC Race of UK på Brands Hatch 2008.

| År                                               | Klass/Mästerskap                                               | Team                                    | Bil                                     | Totalt/poäng   | Bästa placering               |
| ------------------------------------------------ | -------------------------------------------------------------- | --------------------------------------- | --------------------------------------- | -------------- | ----------------------------- |
| 1999                                             | Radio 538 Saxo Cup                                             | Match Racing                            | Citroën Saxo 1.6                        | 2:a/?p         | Fem segrar                    |
| 2000                                             | Formula Ford 1800 Benelux                                      | Geva Racing                             | Swift Cooper 00                         | 9:a/?p         | ?                             |
| 2000                                             | Formula Ford Festival                                          | Geva Racing Service                     | ?                                       | 14:e           | 14:e                          |
| 2000                                             | Formula Ford 1800 Netherlands                                  | ?                                       | ?                                       | 10:a/48p       | ?                             |
| 2001                                             | Formula Ford 1800 Benelux                                      | Van Amersfoort Racing                   | Mygale SJ01                             | 1:a/?p         | 1:a                           |
| 2001                                             | Barcelona 24-timmars                                           | Team Morien I                           | SEAT Ibiza TDi                          | 14:e           | 14:e                          |
| 2001                                             | Formula Ford Festival                                          | Van Amersfoort Racing                   | Mygale SJ01                             | 18:e           | 18:e                          |
| 2002                                             | Formula Ford 1800 Benelux                                      | MP Motorsport                           | Mygale SJ01                             | 1:a/143p       | Sju segrar                    |
| 2002                                             | Tyska F3-mästerskapet                                          | Van Amersfoort Racing                   | Dallara F302 (Opel)                     | -/0p           | ?                             |
| 2002                                             | Formula Ford Festival                                          | ?                                       | ?                                       | 3:a            | 3:a                           |
| 2002                                             | Masters of Formula 3                                           | ?                                       | ?                                       | 27:a           | 27:a                          |
| 2002                                             | Formula Ford 1800 Netherlands                                  | ?                                       | ?                                       | 1:a/102p       | ?                             |
| 2003                                             | Formula Volkswagen Germany                                     | WT Motorsport                           | Reynard (Volkswagen)                    | 1:a/336p       | Åtta segrar                   |
| 2004                                             | Formula Renault V6 Eurocup                                     | Interwetten Racing                      | Tatuus (Renault)                        | 8:a/137p       | 1:a i Oschersleben            |
| 2004/2005                                        | Dutch Winter Endurance Series                                  | ?                                       | ?                                       | 44:a/22p       | ?                             |
| 2005                                             | ADAC Volkswagen Polo Cup                                       | ADAC Motorsport                         | Volkswagen Polo                         | -/0p           | 1:a                           |
| 2005                                             | Formula Renault 3.5 Series                                     | Witmeur KTR                             | Dallara T02 (Renault)                   | 9:a/49p        | 2:a i Monaco                  |
| 2005/2006                                        | Dutch Winter Endurance Series                                  | ?                                       | ?                                       | 25:a/38p       | 1:a                           |
| 2006                                             | Mégane Trophy Eurocup                                          | Equipe Verschuur                        | Renault Mégane                          | 1:a/151p       | Fyra segrar                   |
| 2006                                             | Formula Renault 3.5 Series                                     | Comtec Racing                           | ?                                       | 28:a/8p        | ?                             |
| 2006                                             | Volkswagen Endurance Cup Netherlands                           | Duits Racing                            | Volkswagen Golf TDi                     | 6:a/199p       | ?                             |
| 2007                                             | BMW 120d Endurance Cup                                         | ?                                       | BMW 120d                                | -/0p           | ?                             |
| 2007                                             | Porsche Supercup                                               | Bleekemolen Race Planet - PZ Essen      | Porsche 911 GT3 Cup 997                 | 14:e/40p       | ?                             |
| 2007                                             | Formula Renault 3.5 Series                                     | Red Devil Team Comtec EuroInternational | Dallara FR35 (Renault)                  | -/0p           | Två elfteplatser              |
| 2007                                             | Ford BRL V6                                                    | ?                                       | ?                                       | 24:a/11p       | ?                             |
| 2007/2008                                        | Dutch Winter Endurance Series                                  | ?                                       | ?                                       | 30:e/28p       | 1:a                           |
| 2008                                             | Volkswagen Endurace Cup Netherlands                            | Duits Racing                            | Volkswagen Golf V 2.0 TDI 16V Endurance | 22:a/53p       | ?                             |
| 2008                                             | 24h Series Toyo Tires Trophy                                   | Audi CR-8 Team                          | Audi R8                                 | -/0p           | ?                             |
| 2008                                             | World Touring Car Championship                                 | Russian Bears Motorsport                | Lada 110                                | -/0p           | 14:e i Oschersleben (Race 1)  |
| 2008                                             | World Touring Car Championship - Yokohama Independents' Trophy | Russian Bears Motorsport                | Lada 110                                | 8:a/38p        | ?                             |
| 2008                                             | Porsche Supercup                                               | DAMAC Kadach Racing                     | Porsche 911 GT3 Cup 997                 | 7:a/93p        | 1:a                           |
| 2008                                             | Toyo Tires 24h Series - SP2                                    | Audi CR-8 Team                          | Audi CR-8                               | 5:a/?p         | ?                             |
| 2008                                             | 24h Series - SP1                                               | Equipe Verschuur 1                      | Renault Mégane Trophy                   | 3:a/18p        | ?                             |
| 2008/2009                                        | Dutch Winter Endurace Series                                   | Equipe Verschuur                        | Renault Clio RS III                     | -/0p           | ?                             |
| 2009                                             | World Touring Car Championship                                 | Lada Sport                              | Lada 110 Lada Priora                    | -/0p           | 10:a på Oschersleben (Race 1) |
| 2010                                             | Porsche Mobil1 Supercup                                        | Team Bleekemolen Harders Plaza          | Porsche 911 GT3 Cup 997                 | säsongen pågår |                               |
| Senast uppdaterad: 2010-03-13 (5381 dagar sedan) |                                                                |                                         |                                         |                |                               |

### Notiser
1. ↑  The racing career of Jaap van Lagen — in detail - driverdb.com